# Episodi di Rex (terza stagione)
La terza stagione della serie televisiva Rex, composta da 12 episodi, è stata trasmessa in prima visione in Germania dal 10 luglio al 25 settembre 2010 su ZDF.
In Italia la stagione è andata in onda da martedì 14 giugno, per sei prime serate, fino al 19 luglio 2011.
Gli episodi in Germania sono stati trasmessi in un ordine diverso da quello in cui sono andati in onda in Italia.
La tredicesima stagione ha avuto un buon riscontro, nonostante la sua messa in onda sia stata rimandata per più di un anno ed alla fine sia stata trasmessa in un periodo estivo.
| nº | Titolo tedesco             | Titolo italiano               | Prima TV Germania | Prima TV Italia |
| -- | -------------------------- | ----------------------------- | ----------------- | --------------- |
| 1  | Die Hundefänger            | Il campione                   | 7 agosto 2010     | 14 giugno 2011  |
| 2  | Das letzte Rennen          | Centauri                      | 10 luglio 2010    | 14 giugno 2011  |
| 3  | Der Tote im Golfclub       | L'ululato                     | 17 luglio 2010    | 21 giugno 2011  |
| 4  | Meine Bande spielt Rock    | La mia banda suona il rock    | 14 agosto 2010    | 21 giugno 2011  |
| 5  | Die Bombe                  | Minuti contati                | 21 agosto 2010    | 28 giugno 2011  |
| 6  | Gefährliche Freundschaft   | Bravi ragazzi                 | 28 agosto 2010    | 28 giugno 2011  |
| 7  | Das Geheimnis der Contessa | Occhi di gatto                | 4 settembre 2010  | 5 luglio 2011   |
| 8  | Im Namen der Sterne        | I nomi delle stelle           | 11 settembre 2010 | 5 luglio 2011   |
| 9  | Ein ungelöster Fall        | Un caso freddo                | 24 luglio 2010    | 12 luglio 2011  |
| 10 | Der Tote Maestro           | Musica maestro                | 31 luglio 2010    | 12 luglio 2011  |
| 11 | Flucht ins Ungewisse       | La ragazza scomparsa          | 18 settembre 2010 | 19 luglio 2011  |
| 12 | Der Fluch des Caravaggio   | La maledizione del Caravaggio | 25 settembre 2010 | 19 luglio 2011  |

## Il campione
- Diretto da: Marco Serafini
- Scritto da: Luca Zesi

### Trama
Il ritrovamento di un cadavere fa pensare ad un omicidio, invece la vittima è deceduta per un infarto. Ma Lorenzo e Rex scoprono che era implicato nel mondo dei combattimenti di cani.
- Altri interpreti: Marco di Buono
- Ascolti Italia: telespettatori 3 781 000 - share 14,00%.[2]

## Centauri
- Diretto da: Marco Serafini
- Scritto da: Francesco Arlanch e Francesco Balletta

### Trama
Un motociclista muore. L'ispettore Morini si infiltra nell'universo delle scommesse clandestine sulle corse di moto e si finge un motociclista.
- Altri interpreti: Serena Bonanno, Corrado Solari, Claudio Vanni
- Ascolti Italia: telespettatori 3 326 000 - share 13,45%.[2]

## L'ululato
- Diretto da: Marco Serafini
- Scritto da: Stefano Piani e Alberto Ostini

### Trama
Un medico in pensione, presidente di un rispettabile golf club viene trovato morto sul green. L'uomo aveva molti nemici e la principale sospettata è proprio sua figlia.
- Ascolti Italia: telespettatori 3 323 000 - share 13,62%.[3]

## La mia banda suona il rock
- Diretto da: Marco Serafini
- Scritto da: Giovanni Robbiano

### Trama
Daria, cantante rock è uccisa a casa sua. Katia Martelli è l'ultima ad aver visto viva la ragazza e dunque è coinvolta personalmente nell'indagine per scoprire il colpevole.
- Ascolti Italia: telespettatori 2 909 000 - share 12,56%.[3]

## Minuti contati
- Diretto da: Marco Serafini
- Scritto da: Federico Favot

### Trama
La morte di un uomo, trovato esanime a casa sua, viene attribuita ad overdose; questo si intreccia con la notizia che Roma sarà colpita da un attentato terroristico.
- Ascolti Italia: telespettatori 3 467 000 - share 15,19%.[4]

## Bravi ragazzi
- Diretto da: Marco Serafini
- Scritto da: Alessandro Fabbri, Valeria Colasanti, Tiziana Martini

### Trama
Tony, un giovane, viene ucciso durante la sua festa di compleanno ed il suo fratellino sparisce nel nulla. Ma nessuno degli ospiti sembra aver visto qualcosa di utile per le indagini.
- Altri interpreti: Valentina Corti, Michele Balducci
- Ascolti Italia: telespettatori 3 520 000 - share 16,39%.[4]

## Occhi di gatto
- Diretto da: Marco Serafini
- Scritto da: Giulio Calvani

### Trama
Una senzatetto, rinchiusa in manicomio e scappata molti anni fa, è accusata di aver fatto precipitare dal nono piano nel vuoto la sorella gemella.
- Guest star: Milena Vukotic, Thierry Toscan
- Ascolti Italia: telespettatori 3 830 000 - share 17,15%.[5]

## I nomi delle stelle
- Diretto da: Marco Serafini
- Scritto da: Francesco Arlanch e Francesco Balletta

### Trama
Lorenzo e Rex devono scoprire chi ha accecato un celebre astronomo: tra i sospettati c'è l'amante della vittima.
- Guest star: Ray Lovelock, Nathalie Caldonazzo
- Ascolti Italia: telespettatori 3 558 000 - share 17,50%.[5]

## Un caso freddo
- Diretto da: Marco Serafini
- Scritto da: Alberto Ostini

### Trama
Lorenzo conosce una bella ragazza di origine slava, che sta per laurearsi in legge. Lei gli racconta la triste vicenda di sua madre. Lorenzo riapre così le indagini sull'omicidio della donna avvenuto nel 1993.
- Guest star: Chiara Mastalli
- Ascolti Italia: telespettatori 3 552 000 - share 17,39%.[6]

## Musica maestro
- Diretto da: Marco Serafini
- Scritto da: Alessandro Fabbri, Valeria Colasanti, Tiziana Martini

### Trama
Dopo un concerto, Lorenzo ritrova il famoso pianista assassinato ed indaga nella vita del maestro. Le indagini si focalizzano sulla moglie, donna aristocratica e misteriosa.
- Guest star: Alessandra Martines
- Ascolti Italia: telespettatori 3 011 000 - share 15,97%.[6]

## La ragazza scomparsa
- Diretto da: Marco Serafini
- Scritto da: Stefano Sudrie

### Trama
Lorenzo parte per una crociera con Katia, ma a Rex purtroppo non è permesso salire sulla nave. Katia conosce una giovane russa, la cui scomparsa costringe Lorenzo a tornare ad indagare.
- Altri interpreti: Alina Nedelea (Anna / Sofia), Hal Yamanouchi
- Ascolti Italia: telespettatori 3 640 000 - share 16,61%.[7]

## La maledizione del Caravaggio
- Diretto da: Marco Serafini
- Scritto da: Peter Lohner

### Trama
Lorenzo e Rex finiscono a Malta dove un professore di storia dell'arte viene ucciso. Lorenzo pensa che l'omicidio sia legato ai suoi studi su Caravaggio.
- Altri interpreti: Sarah Maestri, Alessia Barela
- Ascolti Italia: telespettatori 3 293 000 - share 17,10%.[7]